# Râșnița
Râșnița – wieś w Rumunii, w okręgu Vaslui, w gminie Laza. W 2011 roku liczyła 287 mieszkańców.